# Сінт-Янстен
Сінт-Янстен (нід. Sint Jansteen) — село в нідерландській провінції Зеландія. Входить до муніципалітету Гюлст.
Його площа становить 4,45 км², а населення станом на 2021 рік складало 3 180 осіб.
Перша згадка про населений пункт датується 1248 роком.
До 1970 року мало статус окремого муніципалітету.

## Галерея

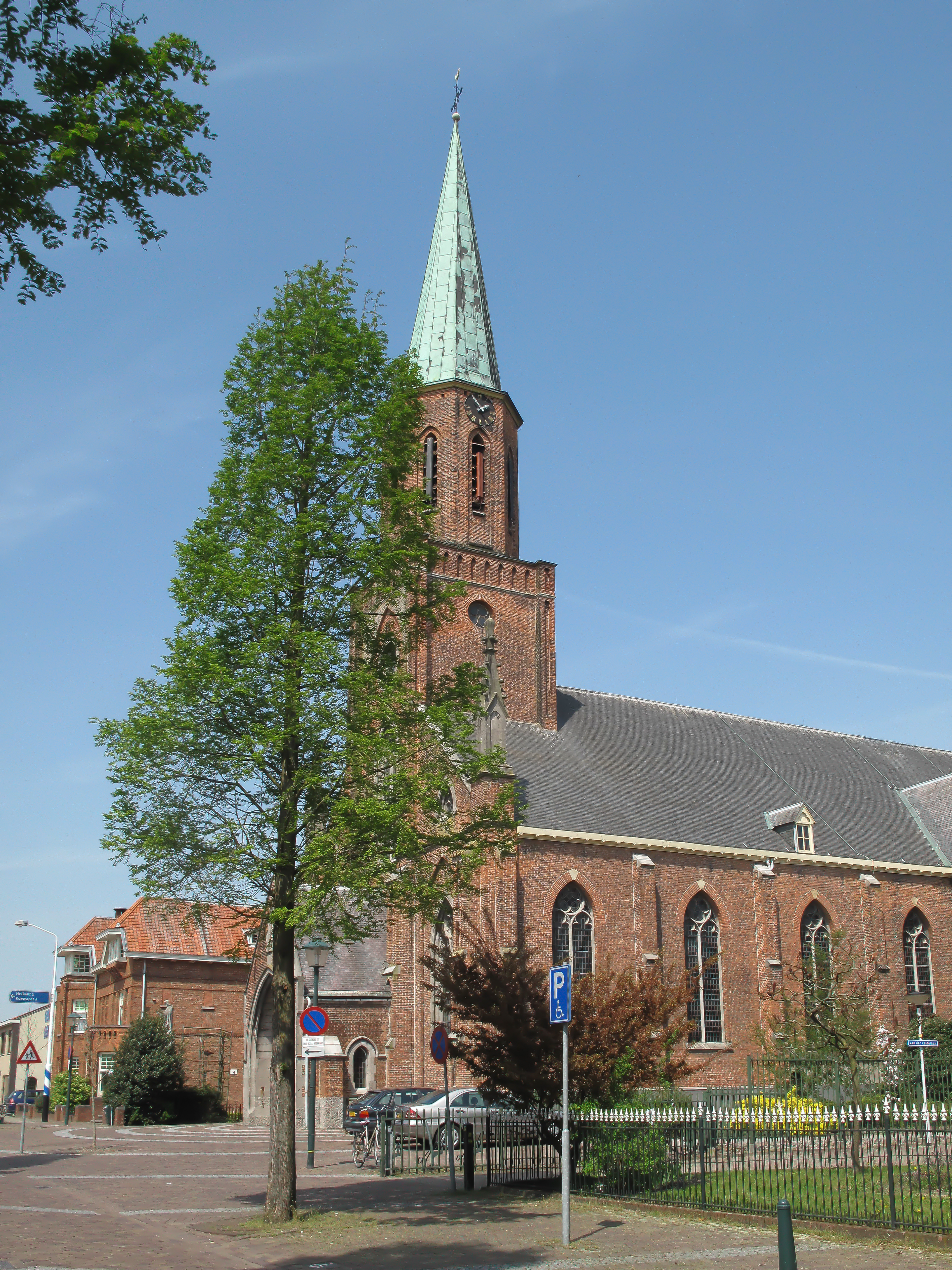
Сільська церква